# 奥村俊夫
奥村 俊夫（おくむら としお、1930年11月14日 - 2024年11月21日）は、日本の経営者。奥村組社長を務めた。奈良県出身。全国建設業協会元会長。

## 経歴
1956年に東京大学経済学部経済学科を卒業し、同年に大蔵省に入省。1959年7月に奥村組に転じ、1960年5月に取締役に就任し、1962年5月に常務、1963年5月に副社長を経て、1971年5月には社長に就任。1995年6月に取締役相談役に就任し、1999年6月には顧問に就任。
1996年4月に藍綬褒章を受章
2024年11月21日、老衰により死去。94歳没。